# 吉野繁 (陸軍軍人)
吉野 繁（よしの しげる、1892年（明治25年）2月17日 - 1962年（昭和37年）6月1日）は、大日本帝国陸軍軍人。最終階級は陸軍主計中将。

## 経歴
1892年（明治25年）に大阪府で生まれた。陸軍経理学校第8期主計候補生として1914年（大正3年）5月24日に卒業した。1921年（大正10年）4月から1924年（大正13年）3月まで員外派遣学生として東京帝国大学経済学部で聴講し、大学院にも進んだ。1934年（昭和9年）4月に陸軍省経理局課員兼参謀本部附となり、1937年（昭和12年）8月に陸軍主計大佐に進級し、1938年（昭和13年）4月に陸軍省経理局監査課長に就任した。1939年（昭和14年）8月に駐蒙軍経理部長（北支那方面軍）に転じ、日中戦争に出動した。
1940年（昭和15年）8月1日に陸軍主計少将に進級し、陸軍経理学校幹事に就任した。1943年（昭和18年）6月に北支那方面軍経理部長に転じ、1944年（昭和19年）3月に陸軍主計中将に進級。終戦時は北京に位置した。
1947年（昭和22年）11月28日、公職追放仮指定を受けた。